# Sức mạnh vô hình
Chronicle (tựa Việt: Sức mạnh vô hình) là một bộ phim khoa học viễn tưởng Mỹ phát hành năm 2012 của đạo diễn Josh Trank. Đây là bộ phim đầu tay của ông, kịch bản viết bởi Max Landis dựa trên câu chuyện của cả hai. Sau khi Andrew bị bắt nạt, người anh họ của cậu là Matt cùng người bạn Steve đã khám phá ra một hố sâu, cả ba cùng đi xuống và họ bị một đối tượng không rõ tác động khiến họ có những siêu năng lực đặc biệt. Lần đầu tiên họ sử dụng khả năng của mình để nghịch ngợm cho đến khi Andrew trở nên mất kiểm soát.
Bộ phim được trình bày trực quan bằng các đoạn phim được quay từ các máy ghi hình khác nhau mà chủ yếu là của Andrew khi cậu sử dụng máy quay cầm tay của mình để ghi lại các sự kiện của cuộc đời anh. Bộ phim phát hành tại Vương quốc Anh và Ireland vào ngày 01 tháng 2 năm 2012, và tại Mỹ vào ngày 03 tháng 2 năm 2012, bộ phim nhận được phản ứng tích cực và thu về 126,000,000$ trên toàn thế giới.

## Nội dung
Andrew Detmer (Dane DeHaan) bắt đầu ghi hình cuộc sống của mình bằng chiếc máy quay cầm tay. Trong khi mẹ anh là Karen (Bo Petersen) đang bị ung thư thì người cha nghiện rượu Richard của anh (Michael Kelly) thường chửi mắng và đánh đập anh. Ở trường, Andrew cũng thường xuyên bị bắt nạt, tất cả những vấn đề tiêu cực đó khiến cho Andrew dần trầm cảm và cảm thấy thiếu may mắn.
Anh họ của Andrew là Matt (Alex Russell) mời anh đến một bữa tiệc để giúp anh gặp gỡ mọi người nhưng rồi lại xảy ẩu đả và anh rời khỏi đó với tâm trạng chán nản. Andrew bị thuyết phục bởi cậu sinh viên nổi tiếng Steve (Michael B. Jordan) để ghi hình lại thứ gì đó kỳ lạ mà Steve và Matt đã tìm thấy trong rừng: một lỗ sâu trên mặt đất phát ra một tiếng động lạ lớn. Cả ba cùng vào cái lỗ đó và phát hiện ra một đối tượng lớn phát sáng tinh thể màu xanh. Các đối tượng không rõ đó ảnh hưởng đến nhóm khiến họ chảy máu cam và đau đớn. Tuần sau, Andrew quay phim lại chính mình cùng Matt và Steve, họ phát hiện ra rằng họ có thể dịch chuyển đồ vật bằng tâm trí, nhưng họ sẽ chảy máu mũi khi họ gắng sức quá sức. Bộ ba hình thành tình bạn thân thiết và bắt đầu sử dụng khả năng của mình để đùa nghịch. Tuy nhiên, sau khi Andrew đẩy một người lái xe thô lỗ vào một con sông, Matt nói họ phải hạn chế sử dụng sức mạnh của mình.
Khi họ phát hiện ra khả năng bay, họ nói sẽ cùng nhau bay vòng quanh thế giới cùng nhau sau khi tốt nghiệp, Andrew thì muốn bay đến Tây Tạng. Steve khuyến khích Andrew tham gia vào cuộc thi tài năng của trường để trở nên nổi tiếng. Andrew làm cho các sinh viên trong trường ngạc nhiên khi dùng sức mạnh của mình đề biểu diễn ảo thuật. Đêm đó, Andrew, Matt và Steve ăn mừng tại một bữa tiệc. Andrew là trung tâm của sự chú ý. Sau khi uống rượu với cô bạn cùng lớp của mình là Monica (Anna Wood), cô và Andrew đi lên lầu để quan hệ nhưng Andrew đã nôn lên người Monica.
Tâm trạng Andrew ngày càng trở nên tiêu cực, mà đỉnh điểm khi cha Andrew tấn công anh và anh sử dụng sức mạnh của mình để đánh lại. Sự bùng nổ sức mạnh của anh đã làm Steve và Matt chảy máu mũi, báo hiệu cho hai người họ. Steve đi tìm Andrew, anh phát hiện Andrew đang bay lơ lững giữa một cơn bão. Steve cố gắng an ủi Andrew, nhưng tâm trạng Andrew chỉ thêm xuống dốc, sau đó Steve bị sét đánh và anh chết. Tại tang lễ của Steve, Matt gặp và nói với Andrew về sự nghi ngờ rằng cái chết của Steve là do Andrew gây ra. Andrew phủ nhận nhưng anh vẫn cầu xin sự tha thứ tại mộ của Steve.
Sức mạnh của Andrew phát triển xa hơn nữa khi anh nhận thấy mình bị tẩy chay ở trường. Khi bệnh của mẹ anh ngày càng tệ, Andrew sử dụng sức mạnh của mình để ăn cắp tiền chữa bệnh cho mẹ. Sau khi trấn lột một băng đảng ở địa phương, anh cướp một trạm xăng nơi anh vô tình gây ra một vụ nổ khiến anh phải vào bệnh viện. Ở cạnh giường bệnh của Andrew, cha anh thông báo cho anh trong vô thức rằng mẹ của anh đã qua đời và ông giận dữ đổ lỗi cho Andrew rằng cái chết của mẹ anh là do anh gây ra. Ông đe dọa tấn công anh, Andrew bừng tỉnh và khiến bức tường của căn phòng bệnh viện phát nổ.
Trong một bữa tiệc sinh nhật, Matt bị chảy máu mũi dữ dội và anh biết Andrew đang gặp rắc rối. Matt đi đến bệnh viện và nhìn thấy Andrew đang bay bên ngoài tòa nhà cùng cha anh. Andrew cố giết ông bằng cách thả ông xuống nhưng Matt đã giúp ông thoát chết. Matt đối mặt với Andrew và cố gắng giải thích với anh nhưng Andrew càng không thể kiểm soát được chính bạn thân mình. Andrew tấn công Matt trên toàn thành phố. Bị thương và tức giận, Andrew sử dụng quyền lực của mình để phá hủy các tòa nhà xung quanh, đe dọa hàng nghìn sinh mạng. Không thể khuyên Andrew, Matt điều khiển một cây thương từ một bức tượng gần đó và dùng nó đâm xuyên qua Andrew, giết chết anh ngay lập tức. Cảnh sát bao quanh Matt nhưng anh đã bay đi.
Ba tháng sau, Matt đã đến Tây Tạng với máy quay của Andrew. Anh nói chuyện với máy quay, Matt thề sẽ sử dụng quyền hạn của mình cho những việc tốt và sẽ tìm hiểu những gì xảy ra với họ trong cái lỗ. Matt để lại máy quay phía sau để tiếp tục ghi lại cảnh yên tĩnh và bay đi.

## Diễn viên
- Dane DeHaan vai Andrew Detmer
- Alex Russell vai Matt Garetty
- Michael B. Jordan vai Steve Montgomery
- Michael Kelly vai Richard Detmer
- Ashley Hinshaw vai Casey Letter
- Anna Wood vai Monica
- Bo Petersen vai Karen Detmer

## Sản xuất
Vì lý do ngân sách, Chronicle đã được quay chủ yếu ở Cape Town, Nam Phi với Film Afrika Worldwide, cũng tại Vancouver, Canada.

## Phát hành

### Phòng vé
Trong ngày đầu tiên bộ phim đã kiếm được khoảng 8.650.000$ và kết thúc vào cuối tuần đầu vời 22.000.000$ vượt qua The Woman in Black (21.000.000 $) và The Grey (9.5$ triệu)

### Phản ứng
Chronicle đã nhận được đánh giá tích cực. Điểm trên trang Rotten Tomatoes cho bộ phim là 85% dựa trên đánh giá từ 165 nhà phê bình, với điểm trung bình là 7.1/10. Tại Metacritic, bộ phim nhận được số điểm 69/100, dựa trên 31 đánh giá.

### Định dạng
Chronicle được phát hành trên đĩa DVD và đĩa Blu-ray vào ngày 15 tháng năm 2012 bao gồm các cảnh quay bị cắt.